# La Walck
La Walck korábbi község Franciaországban, Bas-Rhin megyében. Lakosainak száma 1042 fő (2018. január 1.). La Walck Bitschhoffen, Kindwiller és Uberach községekkel határos.
2016. január 1-jén Pfaffenhoffen és Uberach korábbi községgel egyesült és az így létrejött Val-de-Moder új község része lett.

## Népesség
A település népességének változása:
| Lakosok száma | 896  | 979  | 1005 | 1003 | 965  | 1162 | 1130 | 1100 | 1089 | 1042 |
|               | 1962 | 1968 | 1975 | 1982 | 1990 | 2008 | 2013 | 2015 | 2017 | 2018 |